# チェレスタ
チェレスタ（またはセレスタ、伊: celesta）は、体鳴楽器に分類される鍵盤楽器の1つ。パリの楽器制作家オーギュスト・ヴィクトル・ミュステルが発明し、1886年に特許を得た。

## 概要

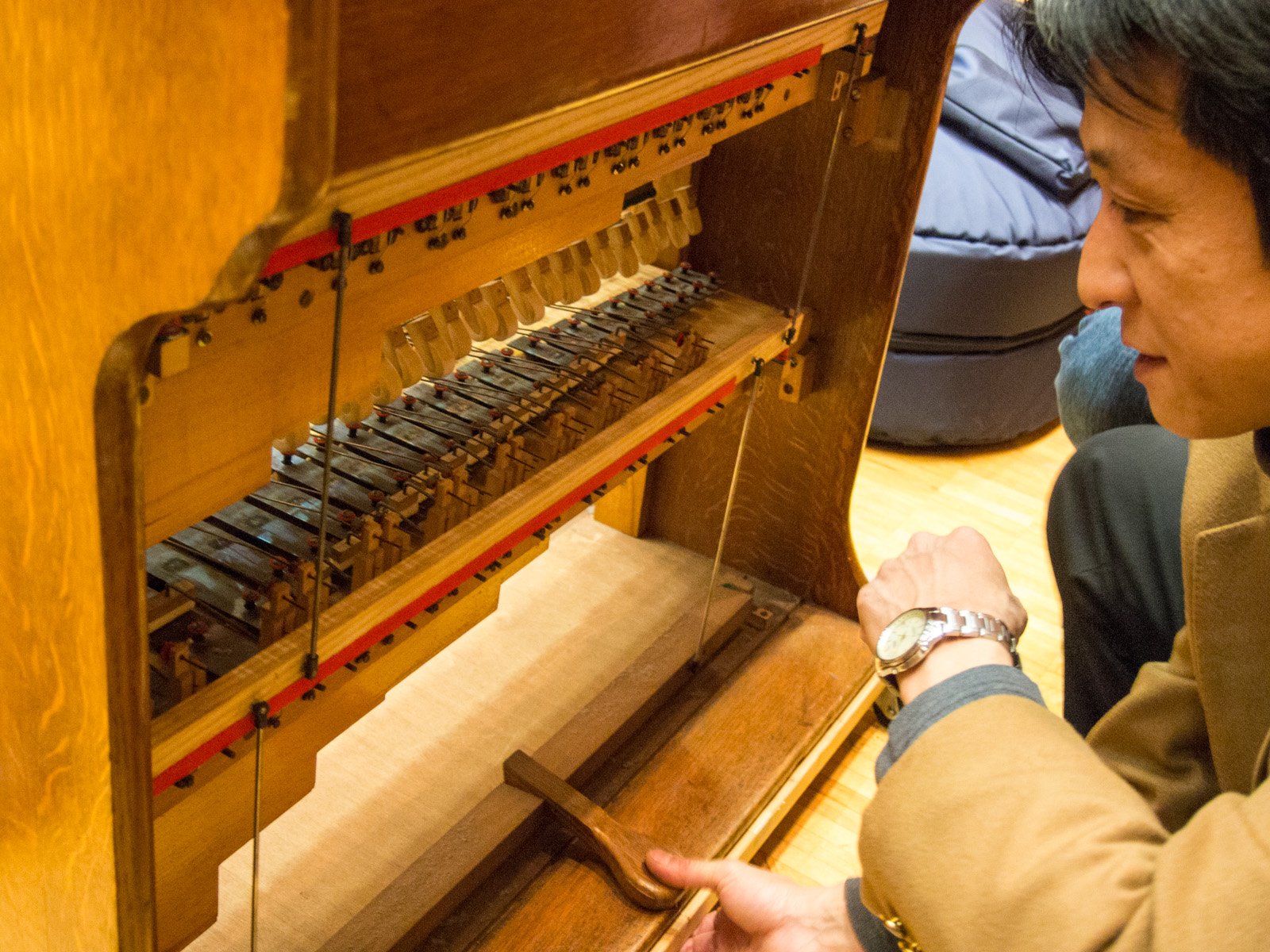
チェレスタの内部。フェルトで巻かれたハンマーが金属板を叩くことで音が鳴る。

小型のアップライト・ピアノのような形態の楽器で、フェルト巻きのハンマーにより、共鳴箱付きの金属音板を叩いて高音域を発生させる楽器。この鍵盤により、鍵盤楽器に分類される。同様の構造をした楽器で鍵盤付きグロッケンシュピール（鉄琴）と呼ばれる楽器があり、こちらの方が歴史はずっと古く、モーツァルトが『魔笛』で使用した例が広く知られているが、ハンマーに真鍮や象牙などを使った鍵盤付きグロッケンシュピールはきらびやかな音でありチェレスタの音はより柔らかいため、相互に代用すると間違ったことになってしまう。
音域は、ピアノの中央ハから上へ4オクターブが従来の標準であった。高音を担当する楽器であり、そのままでは加線やオクターヴ記号を頻繁に使わなくてはならなくなるため、1オクターヴ高い音が出る移調楽器として記譜される。しかしアルバン・ベルクがその作品『ヴォツェック』で誤って5オクターヴの楽器と勘違いして使用したことから、従来の4オクターヴよりも音域を広げて製作するメーカーも開発者のミュステルを含めて出始めた。現在では5オクターヴや5オクターヴ半の音域を持つ楽器が完全に主流になっている。5オクターヴの場合には、ピアノの中央ハよりすぐ下のファから、ピアノの最高音のドよりすぐ上のファまでの音域となり、5オクターヴ半の場合には、それよりも低いドまで出ることになる。これらを使用する作品においては、記譜が誤りでないことを表明するために「5オクターヴのチェレスタ」などとスコアに但し書きされる。
チェレスタのソロの為の作品は未だに少ないが、この楽器のみで即興演奏をする森ミドリのようなアーティストも存在する。ロバート・W・マンのチェレスタとピッコロの為の作品など、彼が使うチェレスタの楽器法は現在でも評判が高い。ボグスワフ・シェッフェルは最近になってチェレスタと室内オーケストラの為の協奏曲を書いた。チェレスタは今日ではシュトゥットガルトの楽器メーカー・シートマイヤーが催す国際作曲コンクールなどによって、独奏楽器としての活用が大いに奨励される楽器へ変貌した。

## その他のジャンル

### ジャズ
アール・ハインズが1928年に採用すると、この楽器をときに代用して使うジャズ・ピアノ奏者が現れる。ファッツ・ウォーラー は右手でチェレスタ、左手でピアノを同時に弾いた。著名なピアノ奏者ではメンフィス・スリム、ミード・ルクス・ルイス、ウイリー・〈ザ・ライオン〉・スミス（Willie "The Lion" Smith）、アート・テイタム、デューク・エリントン、セロニアス・モンク、バディ・グレコ（ Buddy Greco）、オスカー・ピーターソン、マッコイ・タイナー、 サン・ラ、キース・ジャレット、ハービー・ハンコックの名を挙げることができる。
ルイ・アームストロングが歌った 「Someday You'll Be Sorry」（RCA盤）の導入部でこの楽器の調べを聞かせ、曲中にも繰り返し採用。伴奏に織りこんだ曲というとフランク・シナトラは1940年代コロムビア在籍中に複数の作品が書かれ（「I'll Never Smile Again」ほか）、またキャピトル移籍後の1950年代はアルバム『In the Wee Small Hours』『Close to You』『Songs for Swingin' Lovers』に収録がある。

### ロックとポップス
ブルース・スプリングスティーンは E ストリートバンド（en）と初期にチェレスタを多用、 1970年代から1980年代のライブにはダニー・フェデリチ Danny Federici がジェンコ社製のチェレステッテでステージを彩った。
アイスランドのバンド「シガー・ロス」は楽器編成を換える前、チェレスタを借りてアルバム『 Takk...』を製作、リードボーカルのヨンシーはアルバム『Go』のアコースティック版にチェレスタを採用した（『Go Quiet』）。やはりソロの作品で用いるのはスティーヴン・ウィルソンも同様である。
シェリル・クロウは2017年アルバム『ビー・マイセルフ』で演奏。
ポップスとロックの著名な曲には以下が含まれる。
- ジェスロ・タル『Jethro Tull – The String Quartets』（アルバム）
- バディー・ホリー「Everyday」[5]
- ザ・ビーチ・ボーイズ「"Girl Don't Tell Me」
- クライマックス・ブルーズ・バンド Climax Blues Band「Wee Baby Blues」
- ニック・ドレイク「Northern Sky」
- ロッド・スチュワート「マギー・メイ」「Mine for Me」（ポールマッカートニー、リンダ・マッカートニー共作）
- アウル・シティー「New York City」
- The Stooges[6]「Penetration」
- イールズ「Novocaine for the Soul」「Flyswatter」「Trouble with Dreams」他多数
- フィオナ・アップル「Every Single Night」
- エマーソン・レイク・アンド・パーマー「Tarkus」
- イリノイ・スピードプレス  Illinois Speed Press「Here Today」
- ヴォルフペック Vulfpeck「Love is a Beautiful Thing」
- クロスビー、スティルス、ナッシュ&ヤング「Queen of Them All」

### 映画、テレビ番組
映画界でチェレスタはなじみのある楽器である。テーマ音楽のオーケストラ譜に加わった1930年代から1950年代を経て、この楽器を弾いて本編の要所にあて、魔法のような幻想的なシーンを演出するようになった。その好例が『ピノキオ』（1940年）で、妖精が登場するたびに短いモティーフを聞かせた。あるいは1971年作品『夢のチョコレート工場』の挿入曲「Pure Imagination」（ジーン・ワイルダー歌唱）もあげられる。作曲家ジョン・ウィリアムズは「ハリー・ポッターシリーズ」の第1作、第2作で「ヘドウィグのテーマ」に音色を巧みに配した。
テレビの子供番組シリーズ『Mister Rogers' Neighborhood』もテーマソング「Won't You Be My Neighbor」のイントロで夢の世界を思わせる旋律をチェレスタが奏でて印象深い。歌い手は司会役のフレッド・ロジャース、演奏はジョニー・コスタ Johnny Costa。また番組中でキャラクターの登場と退場のシーンもこの楽器の音色で効果を高め、舞台となる「Make Believe」の町内を走る乗り物キャラクターの「Neighborhood Trolley」ほかに当てた。
テレビドラマの『ザ・ホワイトハウス』の主題歌はエミー賞を取り、オーケストラ譜を作曲した W・G・スナッフィ・ウォールデン W. G. Snuffy Walden はチェレスタを織りこんだという。

## 使用楽曲の例

### 室内楽
- モートン・フェルドマン：『クリスチャン・ウォルフのために』(1986)
- サルヴァトーレ・シャリーノ：『さかさまの宇宙』

### 協奏曲
- ホルンボー：リコーダー、弦楽器、チェレスタとヴィブラフォンのための協奏曲 作品122 (1974) M.276
- バルトーク：弦楽器、打楽器とチェレスタのための音楽 (1936) Sz.106
- プロコフィエフ：チェロと管弦楽のための交響的協奏曲 Op.125

### 管弦楽曲
- チャイコフスキー：バレエ曲『くるみ割り人形』　第2幕の最初の曲から音楽に彩りを添え、『金平糖の精の踊り』では美麗なソロを披露。
- チャイコフスキー：交響的バラード『地方長官』　あまり知られていないが、『くるみ割り人形』と共にチェレスタの能力を見事に活かしたといえる作品。
- マーラー：交響曲第6番　当時の大交響曲にしては珍しく、チェレスタが音楽表現上、非常に重要な役割を演ずる曲。2名で演奏することが多い。
- マーラー：『大地の歌』　ハープ、マンドリン、チェレスタが重要な役割を演ずる曲であると渡辺譲が述べている[要出典]。
- バルトーク：弦楽器、打楽器とチェレスタのための音楽　タイトルにチェレスタとあるが、実は題名にないピアノの方がより活躍する。
- ショスタコーヴィチ：交響曲第4番　終楽章のラストに長いソロがある。この曲の謎めいた終局はこの楽器がなければ成り立たない。第5、6、11、13 - 15番でも、チェレスタに非常に印象的な出番を与えており、特に第13番はそのソロで全曲を閉じるし、第15番の偶数楽章にも短いながらもソロを含んでいる。
- グローフェ：組曲『グランド･キャニオン』　第3曲『山道を行く』の終盤、山小屋から響くオルゴールを表すとされる華麗なソロがある。また、第1曲『日の出』、第4曲『日没』でも地味ながら曲に彩りを添えている。
- ホルスト：組曲『惑星』宇野功芳が、ハープ、チェレスタ、鐘などの活かし方が素晴らしいと著書[要出典]にて述べている。
- 矢代秋雄：交響曲（1958年）
- ジョエル・メラ：『アレゴリーズ』　最後に長いソロをあてる。
- 三善晃：響紋 童声合唱とオーケストラのための (1984年)

### オペラ
- リヒャルト・シュトラウス：『サロメ』
- リヒャルト・シュトラウス：『影のない女』
- ベルク：『ヴォツェック』
- プッチーニ：『トゥーランドット』

### ポップス、ロック他
- ビートルズ：『ベイビー・イッツ・ユー』[8]
- 作詞・下山啓、作曲・宮川彬良：『ちょっと』
- セロニアス・モンク：『パノニカ』
- フランク・シナトラ：『I'll Never Smile Again』
- ヴェルヴェット・アンダーグラウンド：『日曜の朝』（冒頭部）、『ステファニー・セッズ』[9]
- supercell：『時間列車』(『ZIGAEXPERIENTIA』収録)
- アソシエイション：『チェリッシュ』
- カスケーズ：『悲しき雨音』
- ローリング・ストーンズ：『シーズ・ア・レインボー』

主題歌、テーマ曲、効果音
- ジョン・ウィリアムズ：『ヘドウィグのテーマ』(映画『ハリー・ポッターシリーズ』)
- NHKラジオが流すインターバルシグナル

## 主なメーカー

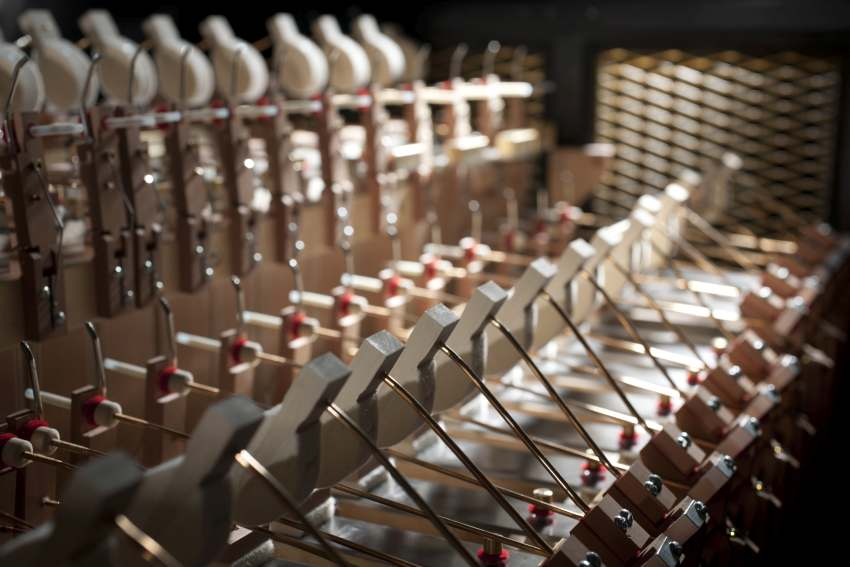
内部の構造（シートマイヤー製）

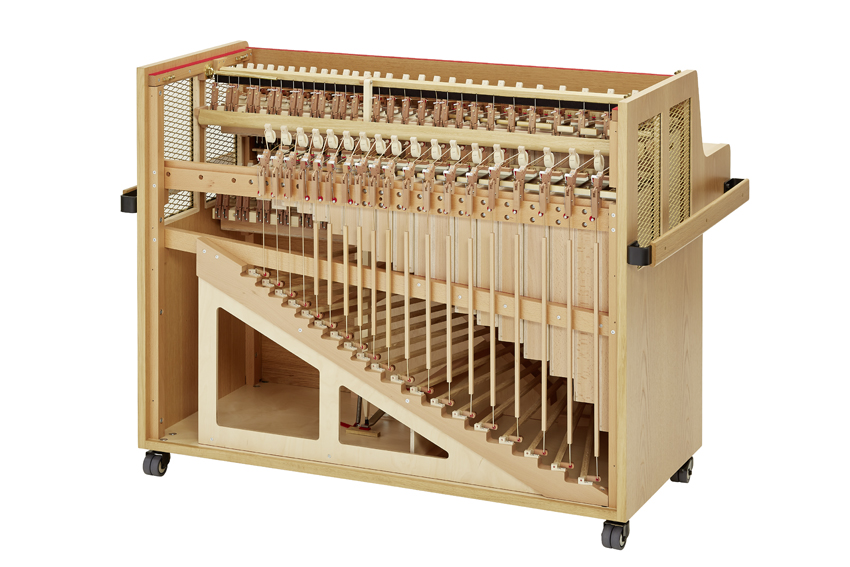
外装を外した機構部

現在流通しているメーカーはヤマハ （新構造チェレスタ）とシートマイヤーのほかコルベルクのみで、ほかのメーカーはすべて生産を中止した。
これまでの製造元を国名順にあげる。
アメリカ
- サイモン兄弟社 Simone Bros. Celeste MFGS（フィラデルフィア、ニューヨーク）
- ジェンコ Jenco（イリノイ州）
- ヘルメス Helmes（ニューヨーク）

イギリス
- Morley

フランス
- Mustel & Company（パリ）